# A magyar jégkorong-válogatott mérkőzései 1953-ban
A magyar jégkorong-válogatott 1953-ban, öt év után állhatott újra össze. Az év első két mérkőzésére hetekkel a magyarországi jeges szezon befejezése után került sor az NDK-ban. A jobb erőkből álló NDK jégkorong-válogatott győzelmeihez kétség sem férhetett. A második összecsapás előtt a magyar csapat egyetlen kapusa disszidált. (Ekkor még nem állt a berlini fal.) A kapusnak a mezőnyjátékos Rajkai László, a későbbi szövetségi kapitány öltözött be. Ebben a helyzetben az NDK csapat még fölényesebb győzelmet szerzett.
1953 novemberében a válogatott keret hat edzőmérkőzéssel folytathatta a felkészülést a lengyelországi Stalinogródban.
Az évet a Városligetben rendezett torna zárta. A győzelmet magabiztosan a Csehszlovák utánpótlás-válogatott szerezte meg. A magyar csapat a második helyen végzett a lengyel és a román válogatott előtt.

## Eredmények
Barátságos mérkőzés
| 87. mérkőzés 1953. április 5. | NDK                                    | 9 – 3           | Magyarország        | Kelet-Berlin, Werner Seelenbinder Halle Nézőszám: 7000 Játékvezetők: Brückner Hűvös |
| 87. mérkőzés 1953. április 5. | Kiessling Schischefski Heinicke Kudenz | (2:0, 6:1, 1:2) | Kenderesy Vagyóczky | Kelet-Berlin, Werner Seelenbinder Halle Nézőszám: 7000 Játékvezetők: Brückner Hűvös |

Barátságos mérkőzés
| 88. mérkőzés 1953. április 6. | NDK | 14 – 2          | Magyarország   | Kelet-Berlin, Werner Seelenbinder Halle Nézőszám: 7000 |
| 88. mérkőzés 1953. április 6. | ?   | (5:1, 3:1, 6:0) | Gubó Kenderesy | Kelet-Berlin, Werner Seelenbinder Halle Nézőszám: 7000 |

Barátságos mérkőzés
| 89. mérkőzés 1953. december 22. | Magyarország              | 3 – 2           | Lengyelország                | Budapest, Városligeti Műjégpálya Nézőszám: 3000 Játékvezetők: Bielecki Hűvös |
| 89. mérkőzés 1953. december 22. | Rajkai 23' Molnár 34' 55' | (0:1, 2:0, 1:1) | Chodakowski 14' Janiczko 45' | Budapest, Városligeti Műjégpálya Nézőszám: 3000 Játékvezetők: Bielecki Hűvös |

Barátságos mérkőzés
| 90. mérkőzés 1953. december 27. | Magyarország           | 4 – 1           | Románia | Budapest, Városligeti Műjégpálya Nézőszám: 2000 Játékvezetők: Bielecki Krasl |
| 90. mérkőzés 1953. december 27. | Kenderesy Pásztor Gubó | (2:0, 1:1, 1:0) | Ferencz | Budapest, Városligeti Műjégpálya Nézőszám: 2000 Játékvezetők: Bielecki Krasl |